# محمد لحويج بوهلال
محمد لحويج بوهلال (3 يناير 1985 - 14 يوليو 2016) كان رجل تونسي وهو منفذ هجوم نيس 2016 حيث كان يقود سيارة شاحنة على حشد من الناس يحتفلون بيوم الباستيل في نيس، فرنسا، مما أسفر عن مقتل 84 شخصا على الأقل وإصابة أكثر من ذلك بكثير.

## عن حياته
ولد محمد في مساكن، تونس، وهي بلدة صغيرة تبعد نحو 10 كيلومترا (6.2 ميل) خارج مدينة سوسة الساحلية، وفقا لتقارير الشرطة، كان لديه تصريح إقامة فرنسي وعاش في نيس، بعد أن انتقل إلى هناك في عام 2005، حيث كان يعمل سائقا لتسليم شاحنة. [بحاجة لمصدر] وكان متزوجا وله ثلاثة أطفال، ولكن في حصل طلاق بينهما. وأفادت التقارير أنه كان يعاني من صعوبات مالية وكان يعمل كسائق، ولقد حصل على شاحنة في مده اقل من سنة قبل الهجوم. والديه منفصلان ويعيشا في فرنسا. وتقول تقارير ان محمد غالبا ما يزور تونس، قائلا ان آخر مرة فعل كان ذلك قبل ثمانية أشهر، قبل أن يعود إلى فرنسا.
ووفقا لتقارير وسائل الاعلام، محمد معروف لدى الشرطة بسبب خمس جرائم جنائية سابقة، ولا سيما فيما يتعلق بالعنف المسلح. في 27 كانون الثاني عام 2016، تم وضعه تحت المراقبة لمهاجمته سائق سيارة مع لوح خشبي بعد حادث مروري. وكان قد أدين في 24 مارس عام 2016، ونظرا لهدذا الأمر فقد حكم عليه مع وقف التنفيذ لمدة ستة أشهر بتهمة العنف المسلح. وقد كانت آخر مره لاعتقال محمد في أقل من شهر قبل الهجوم بعد حادث مروري بسبب انه كان نائما على عجلة القيادة، وانه لا يزال يخضع للإشراف القضائي. ومع ذلك، فقد كان غير مسجل بمثابة خطر على الأمن القومي (مذكرة "S") مع السلطات الفرنسية.

## الدوافع المحتملة
أفيد أن الجاني صاح «الله أكبر» أثناء الهجوم، في حين قال النائب الفرنسي أن الهجوم «يحمل بصمات الإرهاب الجهادي»، ولم تعلن أي جماعة مسؤوليتها عن الهجوم، والتحقيقات الأولية التابعه للمسؤولين الفرنسيين لم تربط محمد إلى أي مجموعة إرهابية دولية.
محمد لم يكن معروفا من قبل السلطات التونسية ولم يشارك في أي أنشطة إرهابية على الأراضي التونسية.ولم يكن اسمه مدرجا في قاعدة البيانات الفرنسية لمتشددين اسلاميين المشتبه بهم. ووفقا لابن عم زوجة محمد، قال ان محمد لم يكن شخص متدين ولم يحضر أحد المساجد. وقال ابن عم محمد بأنه «لم يكن مسلم»، وقال جاره كان يشرب الكحول ولم يحضر أبدا إلى المسجد.

## وفاته
قتل محمد لحويج بوهلال برصاص رجال الشرطة الفرنسيين بسبب محاولة لإجباره على وقف شاحنته. وقال المدعي العام الفرنسي أن الهجوم «يحمل بصمات الإرهاب الجهادي» ولكن هذا لم تقم أي جماعه بتبني مسؤوليتها عن الهجوم، والتحقيقات الأولية التي أجراها المسؤولون الفرنسيون تشير انه لا علاقة لمحمد إلى أي مجموعة إرهابية دولية.